# Jean-Claude Riga
Pour les articles homonymes, voir Riga (homonymie).
 (juin 2014).
Jean-Claude Riga, né le 24 octobre 1952 à Liège est un réalisateur belge. 
Il est chevalier de l'ordre des Arts et des Lettres (mai 2015).

## Biographie
Jean-Claude Riga fait ses études à l'université de Liège (ULG) où il reçoit son diplôme en sciences économiques en 1970 et en sociologie en 1973. Au cours de sa carrière il a été réalisateur et producteur de documentaires, formateur (Belgique-Haïti), membre du Comité de la SCAM-SACD Belgique (2009-2013), membre de la Commission de sélection Brouillon d’un rêve à Paris (2011-2012) et de la Commission de sélection des films (depuis 2013). 
En mai 2015, il est nommé Chevalier de l'Ordre des Arts et des Lettres par Fleur Pellerin, Ministre de la Culture et de la Communication.

## Filmographie

### 2000-2014
- 2013 : Haïti, La Terre (long métrage).

Deux ans après le séisme, May travaille dans les camps de Port-au-Prince où elle recueille, impuissante, les témoignages de femmes abandonnées à leur sort : la faim, la soif, le viol. À 27 ans, May France vit toujours chez ses parents, on s’y s’active à reconstruire la maison familiale avec des moyens dérisoires. May rencontre Johnny qui la véhicule d’un camp à l’autre et devient son confident,,…
- Ronde de Nuit (documentaire - 1984)

Chronique de la pause de nuit des ouvriers de la cokerie de Seraing,,. Une coproduction Canal Emploi, CFWB et WIP. 
Grand Prix du Jury (Bill Viola) Festival de vidéo et d’arts contemporains de Montbéliard 1985. 
- Haïti, Année zéro (Long métrage documentaire, avec Agnès Lejeune)

À travers quelques artistes de Port au Prince, une ville sous perfusion, le film suit une vibration : l’espoir démesuré de reconstruire « autrement » un pays.
- André Delvaux, la confession cinématographique (documentaire - 2012)
- Paul Meyer et La mémoire aux alouettes (Documentaire (60 min)

À 84 ans, Meyer entame le tournage de La mémoire aux alouettes. Faute de moyens, le film s’arrête en 2007. Il s'agit du making off du film à l’arrêt. Le cinéaste Paul Meyer (1920-2007), père du cinéma documentaire belge se définit comme « un type qui dit ce qu'il pense, plutôt qu'un cinéaste ». Dans les années 1950, Meyer invente pourtant le cinéma belge[réf. nécessaire], alors que la censure frappe ses films consacrés à la condition ouvrière. Son long métrage Déjà s'envole la fleur maigre (1959), tourné avec des mineurs immigrés et leur famille, est devenu depuis lors un film culte[réf. nécessaire]. 
- Entretiens avec Paul Meyer (Interview (48 min)

Meyer parle de ses films, d’une certaine éthique de la réalisation, de la censure, de l’influence d’Eisenstein et de Brecht ou du théâtre dans la mise en scène. Il évoque son rapport aux personnages, au spectateur et pose aussi les prémices du projet La Mémoire aux Alouettes.
- Simenon et Les gens d'en face (Documentaire (60 min), avec L. Michaux)

1933, Simenon débarque en Ukraine stalinienne, réalise des photos, écrit un reportage, rédige un roman. 2003, sur les traces de Simenon à Odessa, le film est un chassé croisé entre documentaire et fiction, une libre adaptation du roman de Simenon, Les gens d'en face,. 
- Les enfants du Gunung (Documentaire (52 min), avec D. Jallil)

Dans la montagne balinaise où recrutent les réseaux occidentaux, le film tente de comprendre les victimes du commerce sexuel Nord/Sud en donnant la parole aux enfants et à leur famille.

### 1990-1998
- Anak Kelana (Documentaire (78 min & 58 min, 35 mm)

À bord de son perahu[Quoi ?] asiatique, Mark, figure inversée du héros, arpente l'océan indien en quête de métissage. Le naufrage du voilier et de son Ulysse survient sous l’œil de la caméra. Le film est une parabole christique qui relate le calvaire et le chant de souffrance du naufragé,,.
- Le voyage de fatma (Documentaire (17 min))

Le film relate l’une des premières grèves de travailleuses marocaines à Fès. 
- Alger, le combat des démocrates (Documentaire (20 min)

Autour d’une manifestation pour la démocratie, à Alger sous haute tension, la caméra guidée par l’écrivain R. Boudjedra fait le tour des partenaires de la coalition démocrate. Des grenades éclatent en plein meeting…
- Bleu marine (Fiction (70 min, 16 mm)

Avec D. Pinon, J.-C. Adelin, M. Garrel, B. Ballet. Un cargo fait route vers le Maroc. L'équipage est réduit: quatre hommes en tout. Chacun a emmené avec lui ses souvenirs, plus ou moins déformés par le temps... 

### 1985-1990
- Ronde de nuit (Documentaire (50 min)

Chronique de la pause de nuit des ouvriers de la cokerie de Seraing.
- Eric et l’oiseau bleu (Documentaire (26 min)

Chronique de la journée d’un enfant handicapé dans un centre d’accueil.
- Paysage imaginaire (Documentaire (26 min), avec N. Widart)

Derrière les murs de l'usine, l'imaginaire de la cité de l'acier.

## Formateur-Producteur
Formateur dans une télévision locale (Canal Emploi- bassin sidérurgique de Liège), Jean-Claude Riga y crée un pôle de formation artistique (1980). S'y succèdent notamment : Jean-Louis Comoli, Johan Vanderkeuken, Raoul Ruiz…  cinéastes dont Jean Claude Riga sera aussi l’assistant-réalisateur.
Jean-Claude Riga ouvre ces ateliers à d'autres pionniers du cinéma belge : Borris Lehman, les frères Luc et Jean-Pierre Dardenne, Thierry Michel... et surtout aux jeunes réalisateurs de la télé-locale  qui, dans la foulée de Riga, remportent leurs premiers succès internationaux : Nicole Widar, Rob Rombouts, Marie-France Collard...  Avec l’atelier « Fleur maigre » il participe à la création d’un fonds d’aide aux documentaires d’auteur « Wallonie Image Production ».
Quelques Films réalisés par Riga à Canal Emploi
- La passerelle (1978)

Pportrait de trois fils d’immigrés italiens de la cité sidérurgique (Seraing) qui tentent d’échapper à leur destin d’ouvrier (exception à la règle, cinq ans plus tard, ils y sont arrivés)
- Le passage (1981)

Portrait d’un sidérurgiste au moment du passage à la retraite, l’attente, le décompte des jours qu’il reste à travailler, la fête et ses lendemains…
- Autoproduction, témoignages aux passé-présent (1978)

Dans l’usine en faillite, cinq ouvriers de Seraing, à l’écoute des succès de Lip, décident de relancer la production de boîtes d’aérosol vides.
- Aller-retour (1979)

Aller retour, Liège – Thessalonique, 52 h, 2 100 francs. Un car de familles grecques, rentrent en vacances au pays. Je les suis dans leur trajet interminable. Cahiers mémoire de l’immigration vers les mines belges.
- L’œil et la cage (1979)

La prison de Liège, vide au centre de la ville, 100 000 briques de Bentham, reconstitution, trois cents visiteurs de prison, curiosité photographique, prémonition de l’abîme d’incommunication des médias. « surveiller et punir… »
- Philippe Carré blanc, Carré noir (1980)

Philippe repart sur les chemins de son enfance ; il décrit l’effet de la came, pendant, avant, après la came. Territoires de la défonce.
- Eric et l’oiseau bleu (1983)

Portrait de quelques enfants handicapés à l’institution de jour, l’Oiseau Bleu (Prix européen du festival de Tokyo-1983)